# Byrhtnoth
Byrhtnoth (zm. 991) – ealdorman z Essexu, zginął w bitwie pod Maldon.
Żona Byrhtnotha, Aelfflaed, po jego bohaterskiej śmierci zamówiła haftowaną tkaninę przedstawiającą jego ostatnią bitwę, po czym ofiarowała ją Katedrze w Ely.